# Pleurothallis miniatolineolata
Pleurothallis miniatolineolata är en orkidéart som beskrevs av Frederico Carlos Hoehne. Pleurothallis miniatolineolata ingår i släktet Pleurothallis och familjen orkidéer. Inga underarter finns listade i Catalogue of Life.